# Piedad González-Castell Zoydo

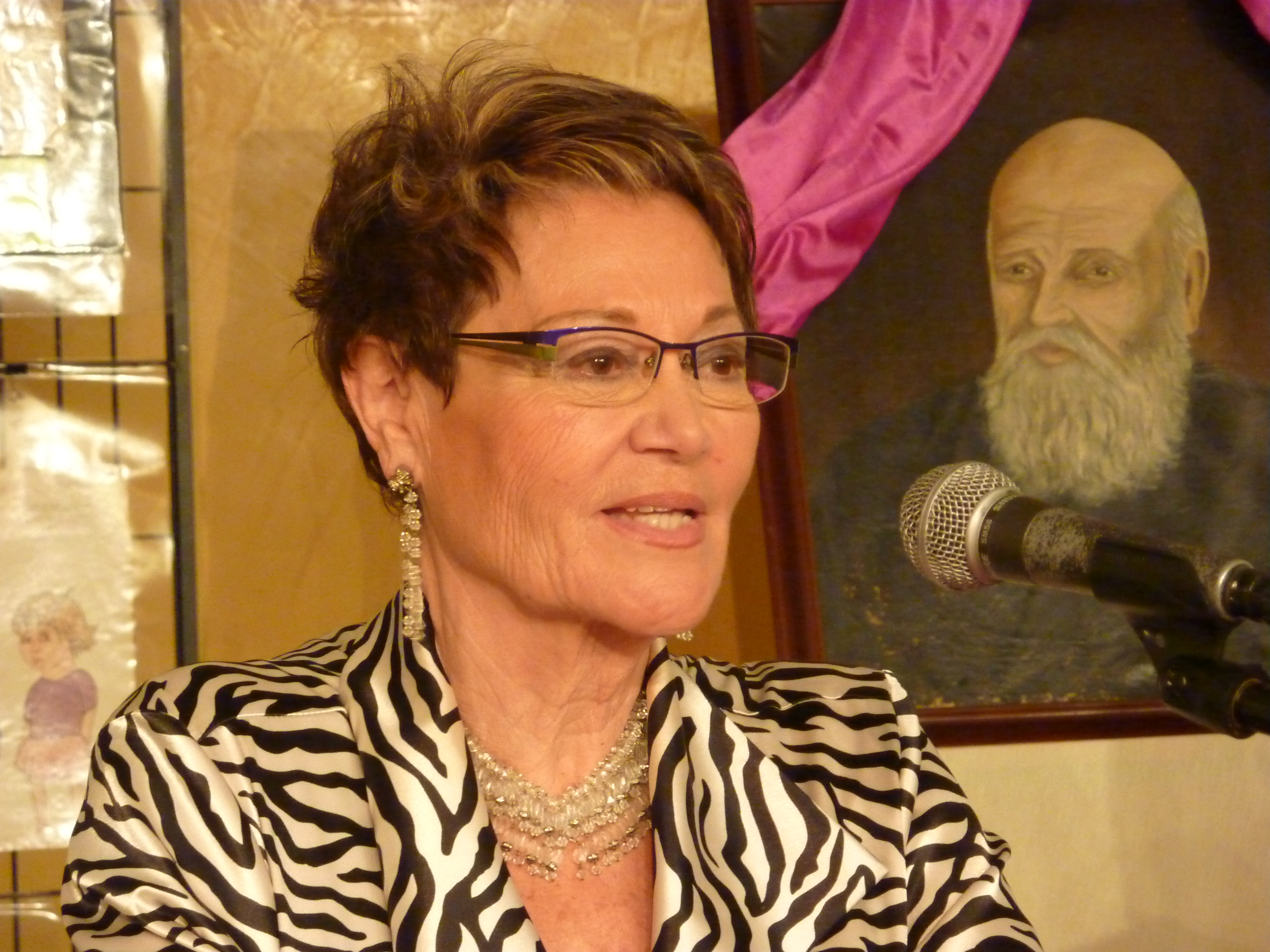
La poeta Piedad González-Castell Zoydo

Piedad González-Castell Zoydo es una escritora, especialmente reconocida como poeta, y pintora extremeña contemporánea, miembro de la Asociación Española de Escritores y Artistas y del Ateneo de Madrid.

## Biografía
Piedad González-Castell Zoydo, nació en Montijo (Badajoz) y es hija del poeta Rafael González Castell y de Margarita Zoydo Duque.
El ambiente familiar propició que perteneciera, desde muy temprana edad, a los círculos intelectuales extremeños, compartiendo, desde los 14 años, tertulias literarias y recitales con personalidades de la talla de Manuel Monterrey, Luis Álvarez Lencero, Manuel Pacheco_(poeta), Jesús Delgado Valhondo o Félix Valverde Grimaldi, entre otros, escuchándose sus poemas a través de las ondas de Radio Mérida, Radio Badajoz o Radio Extremadura (posterior Cadena SER), en aquellos años obtiene varios premios de poesía y cuentos convocados en revistas nacionales juveniles y la Medalla de Plata en los Juegos Florales de Oliva de la Frontera, entre otros.
Aparte de su faceta como poeta, Piedad González-Castell Zoydo, destaca como pintora, con exposiciones individuales y colectivas en el Ayuntamiento de Montijo y en Badajoz en la Real Sociedad Económica de Amigos del País, en Caja Badajoz y en la sala de exposiciones de la Diputación de Badajoz.

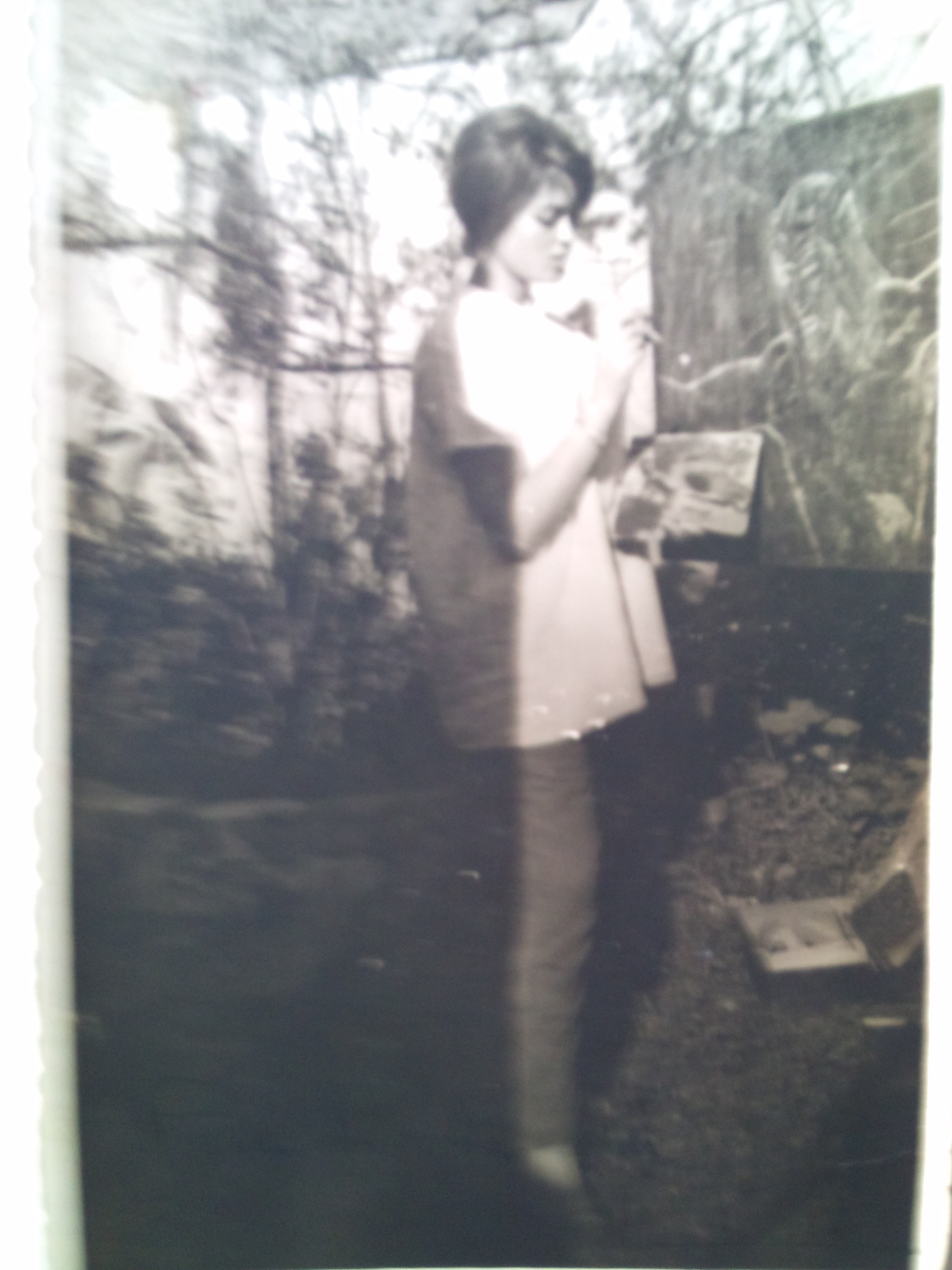
Piedad González-Castell pintando al aire libre

En Madrid, realiza estudios de Arte Dramático en el Teatro Estudio de Madrid, dirigido por el prestigioso dramaturgo Miguel Narros y William Layton, siendo elegida por Mercedes Prendes como primera dama joven de su Compañía (tuvo que abandonar antes del estreno por el fallecimiento inesperado de su padre).
En 1965 se retira temporalmente de la vida pública, que no del quehacer literario, para dedicarse al cuidado de su esposo José Carrizo y de sus hijos Rafael José, Nuria, Piedad y Adán.
En el año 1979, en plena transición política española y con una profunda vocación democristiana, decide reincorporarse de nuevo a la escena pública, militando en el Partido Demócrata Popular (PDP), fundado por el abogado Oscar Alzaga Villamil, cuyas listas electorales llegó a integrar, ocupando el cargo de Secretaria de Organización provincial de Badajoz y de Presidenta Provincial de la Asociación de Mujeres “Concepción Arenal”, abandonando la política al no aceptar incorporarse al refundado Partido Popular en el año 1986.
A partir de ese momento inicia un nuevo camino de descubrimiento personal, estudiando Teología en la Escuela Diocesana de Teología de Badajoz, obteniendo el título de Diplomada en Estudios Teológicos y Ciencia de las Religiones, expedido por dicha Escuela, actual Instituto Superior Santa María de Guadalupe, dependiente de la Universidad Pontificia de Comillas.
Comienza también una etapa de voluntariado en el Teléfono de la Esperanza en Badajoz durante más de 10 años, que le inspiró una gran parte de su obra poética, llegando a ser ponente en el XV Congreso Internacional de IFOTES celebrado en Sevilla.
En el año 1999 fue finalista del XIX Premio Mundial de Poesía Mística Fernando Rielo, con el poemario El silencio y la palabra.

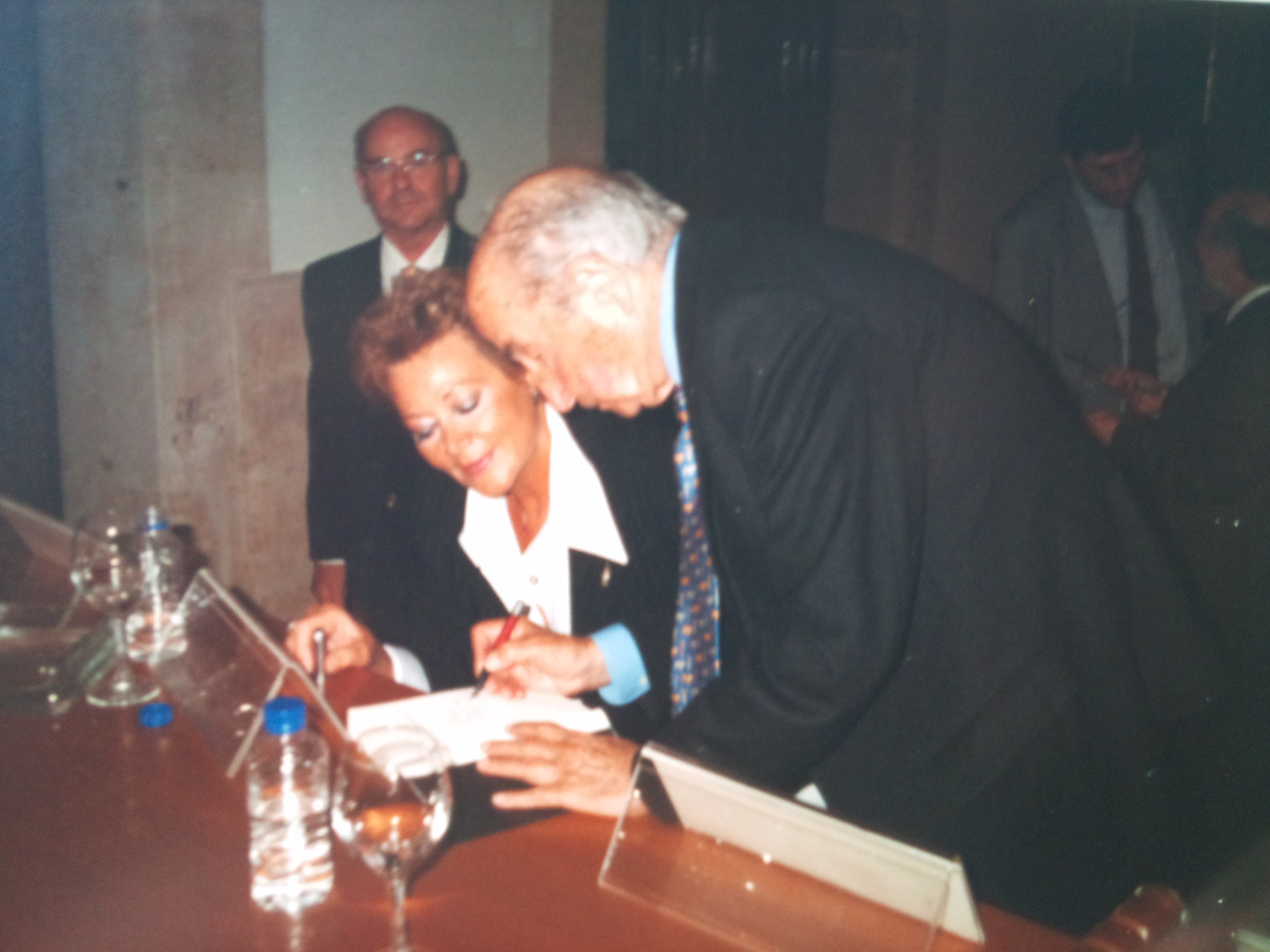
Piedad González-Castell con el poeta José Antonio Muñoz Rojas Premio Reina Sofía de Poesía Iberoamericana

Durante todo este período, Piedad González Castell, ha desarrollado una intensa actividad literaria, cultural y social, llegando a realizar más de 300 recitales y conferencias, en las que siempre ha dejado de manifiesto su vocación humanista, impartidos, como ella misma reconoce, en todos aquellos lugares donde hayan querido escuchar su palabra, desde el  prestigioso Ateneo de Madrid hasta la más humilde residencia de ancianos, pasando por Colegios Mayores, Aulas de Cultura,  Jardines, Teatros, Universidades, Iglesias, Emisoras de Radio, Centros de Promoción de la Mujer, Asociaciones de Vecinos, Asociaciones de Viudas, entre otros.

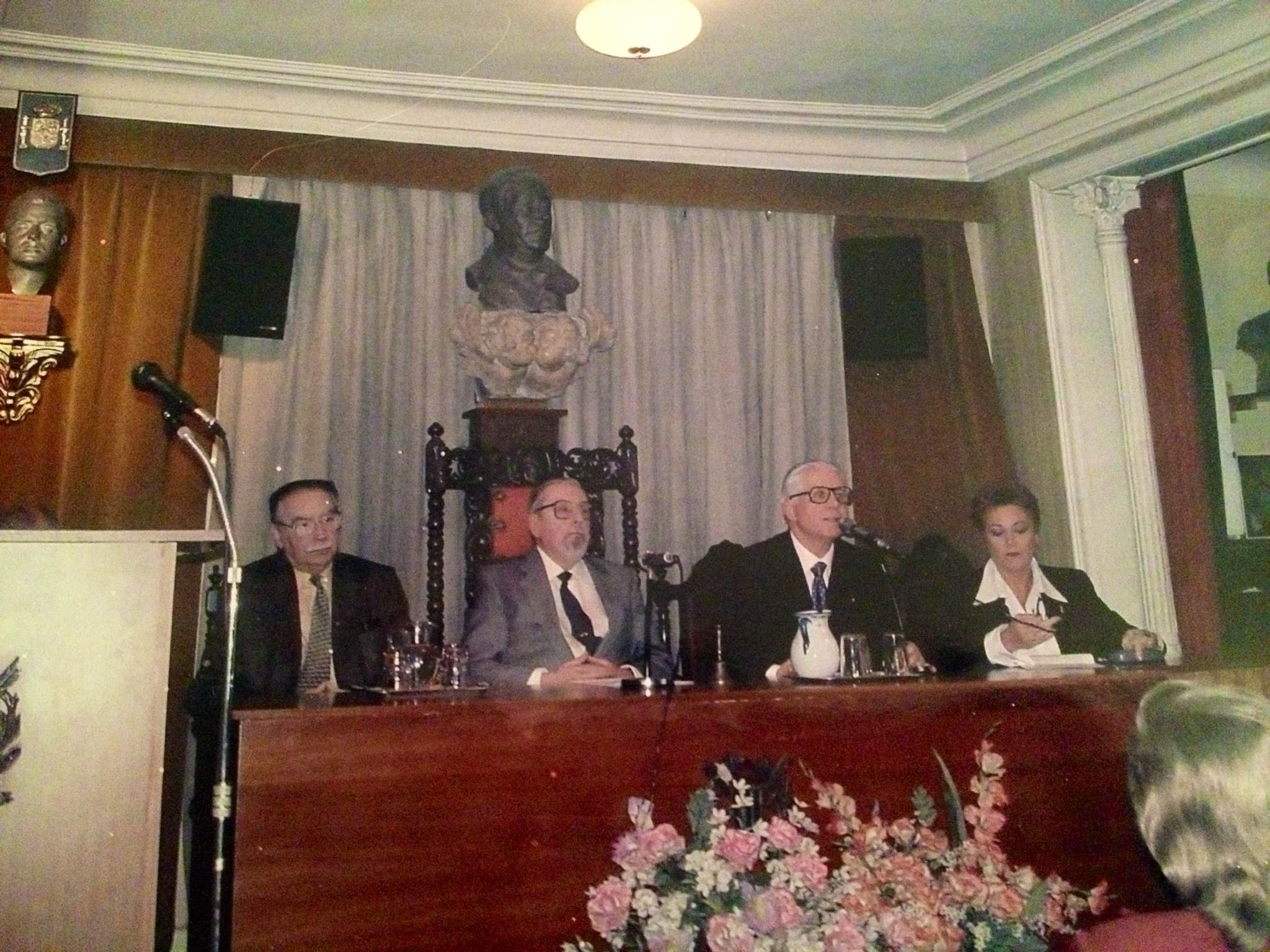
La poeta Piedad González-Castell en un acto sobre Pedro de Lorenzo, en la Asociación de Escritores y Artistas Españoles, presidido por José Javier Aleixandre, Presidente de dicha Asociación, y junto a Joaquín Benito de Lucas y José López Martínez.

Entre sus recitales destacan el Vía Crucis para el hombre de la calle, estrenado en el Salón Claustral de la S. I. Catedral de Badajoz (dentro de la programación del Año Jubilar 2002, siendo el único recital dado en la Catedral en la historia de la misma), Existe otra Navidad,  en la Casa de la Iglesia Badajoz; Siete poemas de amor - Siete poemas de dolor, en el Ateneo de Madrid (2004); Otoño enamorado, Asociación de Escritores y Artistas Españoles en Madrid; Mujeres en pie de versos, Casa de Extremadura de Madrid; Versos de Amor Primero, en la Fundación ONCE Badajoz. 
Además ha sido Pregonera de las Ferias y Fiestas de Puebla de la Calzada (1989) y de Montijo (2004), así como Pregonera de la Romería de la Virgen de Botoa en Badajoz (1987) y de la Semana Santa de Montijo (2007).
Ha dictado conferencias en las más diversas aulas culturales, de la mano de Francisco Lebrato Fuentes, destacando sus investigaciones sobre Timoteo Pérez Rubio, Luis Álvarez Lencero, Joaquín Rodrigo, Eugenio Hermoso, o su propio padre, Rafael González Castell, entre otros.

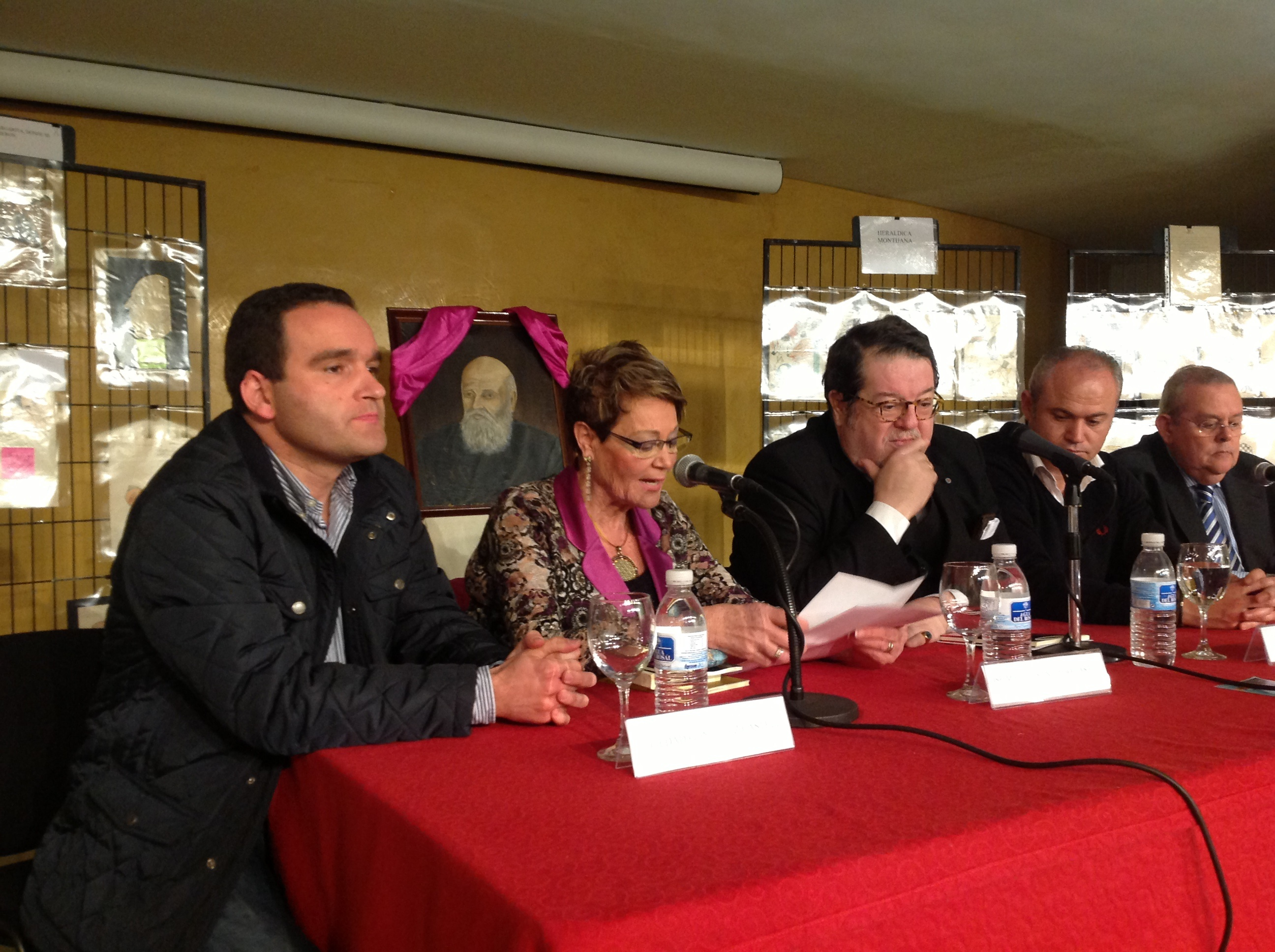
Piedad González-Castell Zoydo junto a José Miguel Santiago Castelo y el Alcalde de Montijo, entre otras autoridades, en la Inauguración de la III Semana Cultural Rafael González Castell.

Formó parte de un grupo de poetas y artistas de tertulias, fundadas por Francisco Lebrato Fuentes, tales como:
“Café a las 5” y “Copa a las 7”, de la que salió toda una generación de escritores extremeños, autodenominados como la Generación del 75, así como de la Tertulia Literaria “El rato”, que se reúne mensualmente en la Taberna taurina cultural Antonio Sánchez de Madrid y pertenece a la Junta Directiva de la Asociación "Versos Pintados" del Café Gijón de Madrid, participando activamente en las actividades de la misma, siendo invitada habitual a la entrega del Premio Reina Sofia de Poesía Iberoamericana, donde ha tenido la ocasión de compartir momentos con poetas como Joan Margarit, Claribel Alegría, Ida Vitale, José Emilio Pacheco o Ernesto Cardenal, entre otros y otras.
En los últimos años, se ha dedicado a difundir, en colaboración con el Ayuntamiento de Montijo, la figura y la obra de Rafael González Castell. En este sentido colabora con la organización de la Semana Cultural Rafael González Castell y es, desde su fundación, miembro y portavoz del Jurado del Certamen Internacional Rafael González Castell de Narraciones Cortas, instituido por el Ayuntamiento de Montijo, y del que forman o han formado parte también personalidades de la talla de José Miguel Santiago Castelo, Manuel Pecellín Lancharro, Carmen Fernández-Daza, Jorge Márquez o Ángel Campos Pámpano, siendo propuesta para presidir la Fundación que, en un futuro, y bajo la tutela de dicho Ayuntamiento, custodiará la obra de la familia González-Castell. .
En mayo de 2021 publica su libro: Memorias de un lego (y algunas desmemorias" un ensayo sobre la vida y obra del escritor extremeño Francisco Lebrato Fuentes, que fue presentado con notable éxito tanto en la sede de la Fundación CB, editora del libro, en Badajoz como en el Salón de Actos del Ateneo de Madrid.
En 2023 da el salto a la novela publicando "Lo que Pessoa no me contó, en los extraños días del verano", inspirada a partir de las investigaciones realizadas en los chats de las redes de internet, para documentar una conferencia solicitada por la Asociación de Mujeres Progresistas de Badajoz sobre la incidencia de las TICS en las relaciones personales, género al que regresa en 2024 para publicar "Vasco Núñez 54. Fenómenos paranormales. Hechos reales" en los que aborda las vivencias sucedidas durante casi treinta años en su domicilio familiar y del que se hicieron eco diversos programas tanto de radio como de televisión, como Cuarto Milenio entre otros.
También en 2024 publica sus dos últimos poemarios "Versos de amor prim(EROS)" y "Otoño enamorado", ambos dedicados a la memoria de su marido, y donde se recogen los primeros poemas que le dedicó (escritos entre 1956 y 1958) y los últimos, fechados tras su fallecimiento en 2013.
Finalmente en octubre de 2025 verá la luz su último ensayo, esta vez sobre la vida de su padre Rafael González Castell, y que será incluido dentro de la Colección Personajes Singulares de Fundación CB.

## Obra literaria
Es autora de los siguientes libros:

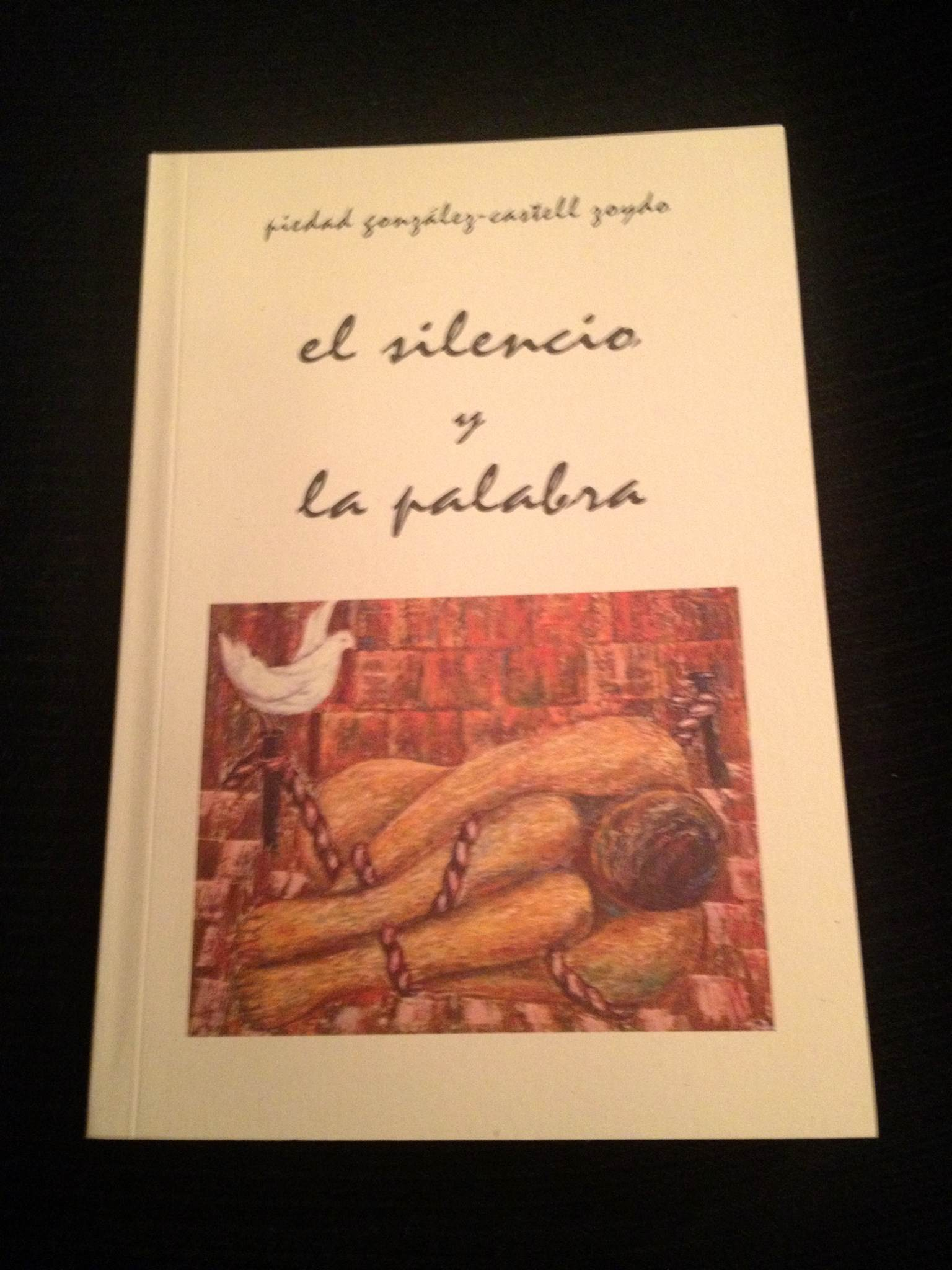
Portada del libro "El silencio y la palabra".

- "Vasco Núñez 54. Fenómenos paranormales. Hechos reales", Punto Rojo Libros, Sevilla, 2024.

- "Otoño enamorado", Fundación CB, Badajoz, 2024.

- "Versos de amor prim(EROS)", Fundación CB, Badajoz, 2024.

- "Lo que Pessoa no me contó en los extraños días del verano", Editorial Círculo Rojo, Almería, 2023.

- "Memorias de un lego (y algunas desmemorias)", Fundación CB, Badajoz, 2021.

- "Cuarenta días de junio", Huerga y Fierro Editores, Madrid, 2014.

- "El Silencio y la Palabra", (ilustrado por María Ángeles de Armas), Departamento de Publicaciones de la Diputación de Badajoz, Badajoz, 2003.

- “Ana González Zoydo: os doy mi corazón”, (ilustrado por María Ángeles de Armas), Ediciones Ayuntamiento de Montijo, Montijo, 2007.

- “Hablando de Extremadura con Francisco Lebrato”, Muñoz Moya Editores, Badajoz, 1992.

Su obra se recoge en las siguientes antologías poéticas:
- Antología de Poetas Extremeñas (Ediciones Consejería de Cultura de la Junta de Extremadura,  Montijo, 2001).

- Antología de Poesía Amorosa (Ediciones Círculo de Bellas Artes de Palma de Mallorca, 2002).

- Antología de Poesía Amorosa (Ediciones Círculo de Bellas Artes de Palma de Mallorca, 2005).

Ha colaborado en las siguientes publicaciones:
- Ponencia en el  XV Congreso Internacional de IFOTES (International   Federation of Telephonic Emergency Services), Ediciones IFOTES, Eslovenia, 2000.

- “Diez años de Poesía en Jerez de los Caballeros”, (Editor Ayuntamiento de Jerez de los Caballeros y Diputación de Badajoz, 2004).

- “Voces de aquí” (poesía, Editorial Lusitania 1998).

- “Historias con música “(prosa libro y CD, Editorial Lusitania, 1999).

- “Al Cristo de Garrido” (poesía, 1985).

- “Los Poetas Extremeños Honran a S.S. Juan Pablo II” (poesía y plumilla, 1982, ejemplar único en la Biblioteca Apostólica Vaticana).

- “Libro de Oro de las Poetisas Españolas”(regalo a la reina Fabiola, ejemplar único, 1960).

- “Feria y Fiestas en Puebla de la Calzada”, (ensayo, 1989).

- “Ensayo Sobre Rafael González Castell”, Revista de Ferias y Fiestas de Puebla de la Calzada, 1993.

- “750 Aniversario de la traída de la Virgen de Gracia por los Caballeros Templarios desde Italia a Oliva de la Frontera” (prosa y verso, Editorial Apolo, Zafra, 1993).

- Pregón de las Siete Palabras (Comisión Amigos de Santa Amalia, 1996).

Del mismo modo han sido frecuentes sus colaboraciones en las Revistas literarias Con-texto (de la Universidad Popular de Barcarrota), Candil (de ASPEBA), Nuevo Alor (de la Diputación de Badajoz), Olalla (de Mérida) así como en los periódicos HOY y Diario de Extremadura, o en la Revista “Christus” de la Semana Santa de Salamanca.
Entre su obra inédita encontramos varios libros de poesías, entre los que destacan De sombras y de fuego, Yo y el Mar, Acto de Fe, El libro de los días, Versos para hablar con Dios, La estación del silencio, Las celebraciones del olvido, así como otros cuentos y novelas cortas y un Auto Sacramental Navideño (estrenado por el Colegio Salesianos "Ramón Izquierdo" de Badajoz y por el grupo de teatro “La Trupe” de Montijo).

## Estilo y forma literaria
Sobre su estilo literario han hablado:
- “Imágenes cargadas de fuerza testimonial ante el sufrir del otro, y versos acompasados de atenta escucha ante el tenebroso silencio, componen los irreductibles y magistrales retazos poéticos de El silencio y la palabra. La espontaneidad de la angustia desgarradora y la sacudida de la palabra no sujeta a lo convencional y modélico pasan factura, no sin atemperados acordes esperanzadores y apuesta por la vida, a los males que arrasan la sociedad de nuestro tiempo. La voz profética de Piedad González-Castell Zoydo pide “una lágrima” para decantación de un ser humano que “todo lo invade, todo lo arrasa” frente a la bondad de la Creación. Para ello es necesario incitarlo a salir de su “torre de marfil”, de la “necia seguridad de su vivir diario” (Reseña crítica del Jurado del XIX Premio Mundial Fernando Rielo de Poesía Mística sobre el libro El silencio y la palabra)

- “He quedado impresionado por la fuerza de tus poemas, siempre la palabra poética es un guante que se calzan los dedos del silencio, y tú lo haces con un color expresivo de vigor testimonial. Unas veces de forma caritativa, otras de forma protestataria y siempre con calor humano y solidario” (Leopoldo de Luís, Poeta, Medalla de Oro de las Letras, Premio Nacional de La Letras).

- “Piedad González-Castell iluminará Extremadura y España entera y el mundo de parte a parte con su poesía de mensaje humano y hondo, sincero y de  raíces de sal” (Luis Álvarez Lencero, Poeta y escultor)

- “Piedad González-Castell escribe con el alma y con el cuerpo, sinceramente sentido como sale de la tierra el agua clara de un manantial (...) Su poesía pide urgencia, (...) ella no es una muchacha, de un candor que miden libro, sino una Poeta” (Manuel Pacheco, Poeta)

- “Conocer a Piedad González-Castell no es sólo quedarse en su belleza (...) es adentrarse en su inteligencia (...) es descubrir la sensibilidad de su alma que la hace ser la gran poetisa que ya se manifiesta” (Manuel Monterrey, Poeta)

- “Piedad González-Castell Zoydo siempre lleva en sus manos la lámpara encendida para que nadie se sienta perdido en la oscuridad” (María Ángeles de Armas, Pintora, Príncipe de Asturias de las Artes, Académica Investigadora de Bellas Artes de la Ilustre Academia Mundial de Ciencia y Tecnología).

- “Prometí No volver a escribir nada sobre nadie, pero no puedo evadir mi opinión aquí (personalmente en la Tertulia “El Rato” Madrid, año 2000), porque el encuentro con tus versos ha llenado de palabras muchos de mis silencios” (Pedro de Lorenzo, Escritor. De la Real Academia de Extremadura de las Letras, Bibliófilo de Oro).

- "Piedad González-Castell Zoydo hace humano lo que ya hacía divino" (Francisco Lebrato Fuentes, escritor y poeta).

También sobre la poeta y su obra se habla en las obras de MONTES CARABALLO, José María, ”Crónica de la Universidad de Extremadura”, Tecnigraf, Badajoz, 1984, VELA, Pepe, “Julián Mojedano Muñiz, la voz de Extremadura”; LEBRATO FUENTES, Francisco, “Covarsí”, Ediciones Caja de Badajoz, Badajoz, 1987, “Yuste”, Ediciones G. Yuste, 1997; “Hermoso”, Caja de Ahorros de Badajoz, Badajoz, 1984 o ”Manuel Santiago Morato” (libro que también solapa Piedad González-Castell Zoydo)), Ed. Fundación Caja Badajoz. Zamora, 1999, “Otoño en los jardines de Badajoz” (libro que ilustra con dibujos), Artes Gráficas Boysu, 1988, “Con la música en todas partes”, Editorial Caja de Ahorros de Badajoz, 1985. o MOLANO GRAJERA, Juan Carlos, “Amalia Torres una maestra solidaria”, 2011.